# Aylesbury
Aylesbury er grevskabshovedstad (County town) i Aylesbury Vale-distriktet, Buckinghamshire, England, med 83.407(2016) indbyggere. Byen ligger 60 km fra London. Den nævnes i Domesday Book fra 1086, hvor den kaldes Eilesberia/Eilesberie.